# Василевский сельский совет (Козельщинский район)
Василевский сельский совет (укр. Василівська сільська рада) — входит в состав
Козельщинского района
Полтавской области
Украины.
Административный центр сельского совета находится в
с. Василевка.

## Населённые пункты совета
- с. Василевка
- с. Вишняки
- с. Гаевое
- с. Александровка
- с. Трудовик

## Ликвидированные населённые пункты совета
- с. Зоряное
- с. Шепелевка